# Финале Купа европских шампиона 1959.
Финале Купа европских шампиона 1959. је било четврто финале овог купа, и одржано је 3. јуна 1959. на Некарстадиону у Штутгарту, пред око 72.000 људи. Финалисти су били шпански Реал Мадрид, коме је то било четврто узастопно финале, и француски Ремс, коме је ово било друго финале. Ове екипе су три године раније играле и прво финале Купа европских шампиона, када је Реал победио са 4:3.
Реал Мадрид је головима Енрикеа Матеоса у првом, и Ди Стефана у 47. минуту, победио са 2:0, и освојио четврту узастопну титулу Купа европских шампиона.

## Претходни наступи у финалима
Реал Мадрид и Ремс су се претходно сусрели у првом финалу Купа европских шампиона 1956, када је Реал победио 4:3.
| Клуб        | Претходни наступи у финалима (подебљане године означавају победника те године) |
| ----------- | ------------------------------------------------------------------------------ |
| Реал Мадрид | 3 (1956, 1957, 1958)                                                           |
| Ремс        | 1 (1956)                                                                       |

## Пут до финала

### Реал Мадрид
Прво коло
1. утакмица:
| Реал Мадрид                | 2:0      | Бешикташ |
| -------------------------- | -------- | -------- |
| Сантистебан 57’ · Копа 90’ | Извештај |          |

2. утакмица:
| Бешикташ     | 1:1      | Реал Мадрид     |
| ------------ | -------- | --------------- |
| Кестепен 64’ | Извештај | Сантистебан 13’ |

Реал Мадрид пролази укупним резултатом 3:1.
Четвртина финала
1. Утакмица:
| Бечки Спортски клуб | 0:0      | Реал Мадрид |
| ------------------- | -------- | ----------- |
|                     | Извештај |             |

2. Утакмица:
| Реал Мадрид                                                       | 7:1      | Бечки Спортски клуб |
| ----------------------------------------------------------------- | -------- | ------------------- |
| Матеос 8’ · Ди Стефано 14’, 64’, 69’, 75’ · Ријал 67’ · Хенто 89’ | Извештај | Хорак 9’            |

Реал Мадрид пролази укупним резултатом 7:1.
Полуфинале
1. Утакмица:
| Реал Мадрид                   | 2:1      | Атлетико Мадрид |
| ----------------------------- | -------- | --------------- |
| Ријал 15’ · Пушкаш 33’ (пен.) | Извештај | Чузо 13’        |

2. Утакмица:
| Атлетико Мадрид | 1:0      | Реал Мадрид |
| --------------- | -------- | ----------- |
| Кољар 43’       | Извештај |             |

Због укупног резултата 2:2 морала се играти нова утакмица.
3. Утакмица (плеј-оф):
| Реал Мадрид                 | 2:1      | Атлетико Мадрид |
| --------------------------- | -------- | --------------- |
| Ди Стефано 16’ · Пушкаш 42’ | Извештај | Кољар 18’       |

Реал Мадрид пролази са 2:1.

### Ремс
Квалификације
1. Утакмица:
| Ардс     | 1:4      | Ремс                      |
| -------- | -------- | ------------------------- |
| Лори 87’ | Извештај | Фонтен 26’, 38’, 45’, 85’ |

| Ремс                                                  | 6:2      | Ардс                 |
| ----------------------------------------------------- | -------- | -------------------- |
| Пјантони 10’, 40’ · Фонтен 14’, 16’ · Блијар 20’, 74’ | Извештај | Лоутер 10’ · Кви 28’ |

Ремс пролази укупним резултатом 10:3.
Прво коло
1. Утакмица:
| Ремс                              | 4:0      | ХПС Хелсинки |
| --------------------------------- | -------- | ------------ |
| Венсан 22’, 35’, 85’ · Сиатка 89’ | Извештај |              |

2. Утакмица:
| ХПС Хелсинки | 0:3      | Ремс                              |
| ------------ | -------- | --------------------------------- |
|              | Извештај | Фонтен 2’, 10’ · Линтамо 8’ (аг.) |

Ремс пролази укупним резултатом 7:0.
Четвртина финала
1. Утакмица:
| Стандард Лијеж              | 2:0      | Ремс |
| --------------------------- | -------- | ---- |
| Жадо 65’ · Живар 71’ (пен.) | Извештај |      |

2. Утакмица:
| Ремс                           | 3:0      | Стандард Лијеж |
| ------------------------------ | -------- | -------------- |
| Пјантони 70’ · Фонтен 73’, 88’ | Извештај |                |

Ремс пролази укупним резултатом 3:2.
Полуфинале
1. Утакмица:
| Јанг Бојс | 1:0      | Ремс |
| --------- | -------- | ---- |
| Мајер 15’ | Извештај |      |

2. Утакмица:
| Ремс                            | 3:0      | Јанг Бојс |
| ------------------------------- | -------- | --------- |
| Пјантони 41’, 72’ · Пенверн 47’ | Извештај |           |

Ремс пролази укупним резултатом 3:1.

## Финална утакмица
| Реал Мадрид                  | 2:0      | Ремс |
| ---------------------------- | -------- | ---- |
| - Матеос 1’ - Ди Стефано 47’ | Извештај |      |

| Реал Мадрид | Ремс |

| GK           | 1  | Рођелио Домингез       |
| RB           | 2  | Маркитос               |
| CB           | 3  | Хозе Сантамарија       |
| LB           | 4  | Хозе Марија Зарага (c) |
| RH           | 5  | Хуан Сантистебан       |
| LH           | 6  | Антонио Руиз           |
| OR           | 7  | Рајмонд Копа           |
| IR           | 8  | Енрике Матеос          |
| CF           | 9  | Алфредо ди Стефано     |
| IL           | 10 | Ектор Ријал            |
| OL           | 11 | Франсиско Хенто        |
| Тренер:      |    |                        |
| Луис Карниља |    |                        |

| GK         | 1  | Доминик Колона  |
| RB         | 2  | Бруно Родзик    |
| CB         | 3  | Робер Жонке (c) |
| LB         | 4  | Раул Жиродо     |
| RH         | 5  | Арман Пенверн   |
| LH         | 6  | Мишел Леблон    |
| OR         | 7  | Роберт Ламартен |
| IR         | 8  | Рене Блијар     |
| CF         | 9  | Жист Фонтен     |
| IL         | 10 | Рожер Пјантони  |
| OL         | 11 | Жан Венсан      |
| Тренер:    |    |                 |
| Албер Бате |    |                 |